# Micromoema xiphophora
Micromoema xiphophora ist eine Saisonfischart aus der Familie Rivulidae und gehört zur Gruppe der Eierlegenden Zahnkarpfen. Sie bewohnt temporäre Gewässer des Llanos im Einzugsgebiet des Río Orinoco in Venezuela. Das Art-Epitheton xiphophora bedeutet „Schwertträger“ und wurde wegen der schwertähnlichen Verlängerung der unteren Schwanzflossenstrahlen bei den Männchen vergeben.

## Merkmale
Micromoema xiphophora unterscheidet sich von den Arten der äußerlich ähnlichen Gattungen Gnatholebias, Moema und Pterolebias durch die Kombination von geringer Größe der erwachsenen Tiere, 12 oder 13 Afterflossenstrahlen, der einzigartigen Entwicklung des Schwanzflossenschwertes bei den Männchen und der Körperfärbung der Männchen mit drei Reihen orangefarbener bis roter Punkte.

## Systematik
Micromoema xiphophora wurde 1992 unter der wissenschaftlichen Bezeichnung Pterolebias xiphophora erstbeschrieben. 1998 wurde die Gattung Micromoema eingeführt, die seitdem monotypisch geblieben ist.